# دیوید دانلوپ
دیوید دانلوپ (انگلیسی: David Dunlop; ۲۲ دسامبر ۱۸۵۹ – ۳ سپتامبر ۱۹۳۱) قایقران قایق بادبانی اهل بریتانیا بود.